# The Early Days Tour
The Early Days Tour (även Eddie Rips Up The World) är Iron Maidens sextonde turné. Den gjordes till dvd:n The Early Days. Turnén började i slutet på maj 2005 i Europa, fortsatte till Nordamerika och avslutades i augusti samma år i Storbritannien. Under hela turnén spelade man bara sånger från de fyra första albumen: Iron Maiden, Killers, The Number of the Beast och Piece of Mind
Den 9 juli spelade man i Göteborg och på Ullevi stadion framför 57 000 fans. Konserten sändes live på Sveriges Radio P3 och SVT. Den sändes även live i finländsk tv.

## Spellista
(Varierande)
1. Intro (The Ides of March)
2. Murders In The Rue Morgue
3. Another Life
4. Prowler
5. The Trooper
6. Remember Tomorrow
7. Run To The Hills
8. Wrathchild
9. Revelations
10. Where Eagles Dare
11. Die With Your Boots On
12. Phantom Of The Opera
13. The Number Of The Beast
14. Hallowed Be Thy Name
15. Iron Maiden
16. Running Free
17. Drifter
18. Sanctuary

Ibland spelade:Charlotte the harlott

## Medlemmar
- Steve Harris - bas
- Bruce Dickinson - sång
- Dave Murray - gitarr
- Adrian Smith - gitarr
- Janick Gers - gitarr
- Nicko McBrain - trummor